# Ошурково (стоянка)
Ошурково — стоянка позднего палеолита, расположенная на северной окраине села Ошурково Иволгинского района Республики Бурятии возле федеральной трассы Р258 «Байкал». Имеет три культурных слоя — два мезолитических и один позднепалеолитический. Позднее одна из культур мезолита получила название «ошурковская». Стоянка открыта в 1951 году археологом А. П. Окладниковым. Это первый памятник в Забайкалье, у которого были стратифицированы палеолитические культурные слои и одна из наиболее полно изученных стоянок в Сибири. Коллекция находок, обнаруженных при раскопках, хранится в Институте археологии и этнографии СО РАН и в Забайкальском государственном университете. Памятник частично разрушен при реконструкции дороги в 1970-х годах. В 2016 году на стоянке проводились спасательные археологические работы.
Является памятником археологии и объектом культурного наследия России федерального значения.

## Географическое положение
Стоянка расположена в Хамар-Дабанском сужении Ошурковского распадка долины реки Селенги на 9—10 метровой террасе. На северной окраине села Ошурково (по которому и получила своё название) в 14 км к северо-западу от города Улан-Удэ рядом с федеральной трассой Р-258 «Байкал» на участке «км 432 — км 433».

Местоположение стоянки (фото 2025 года)
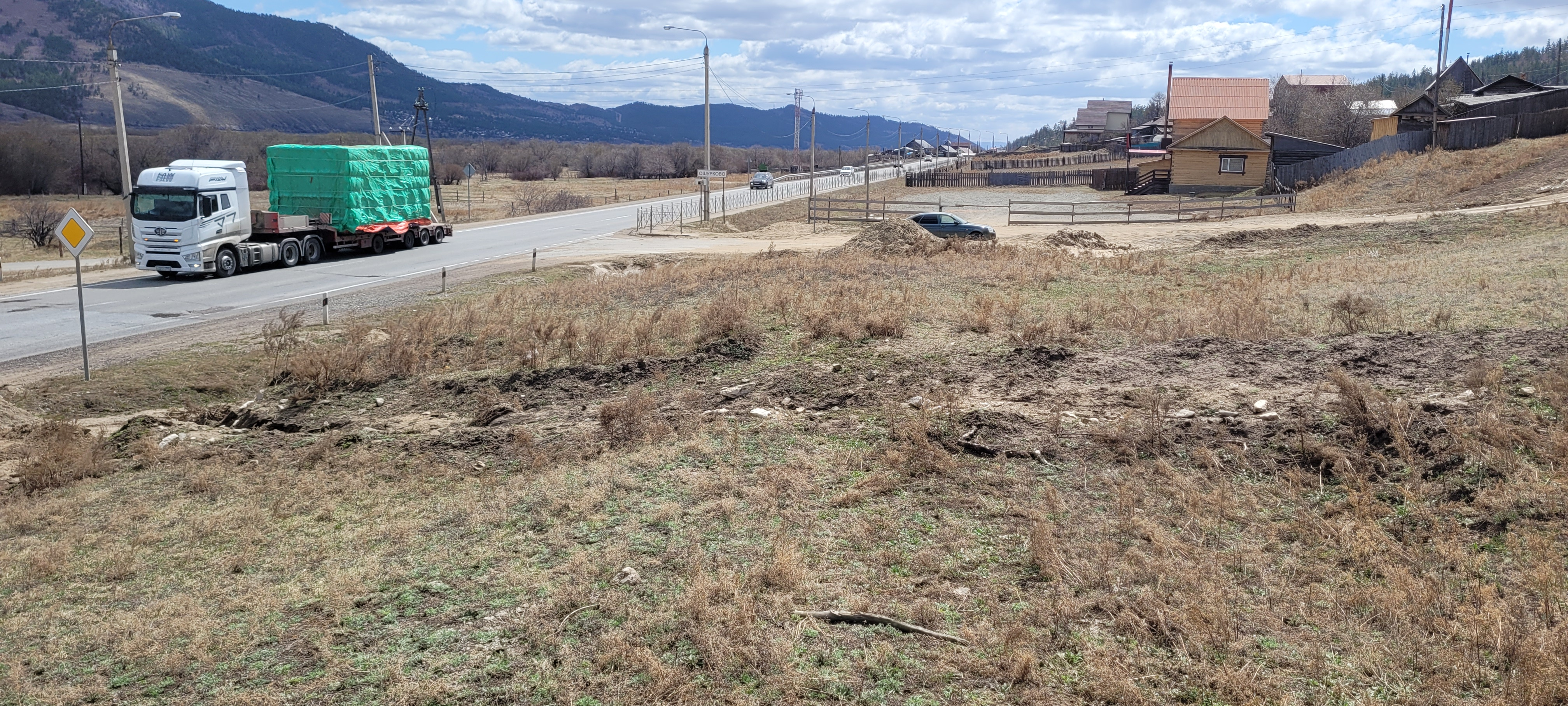
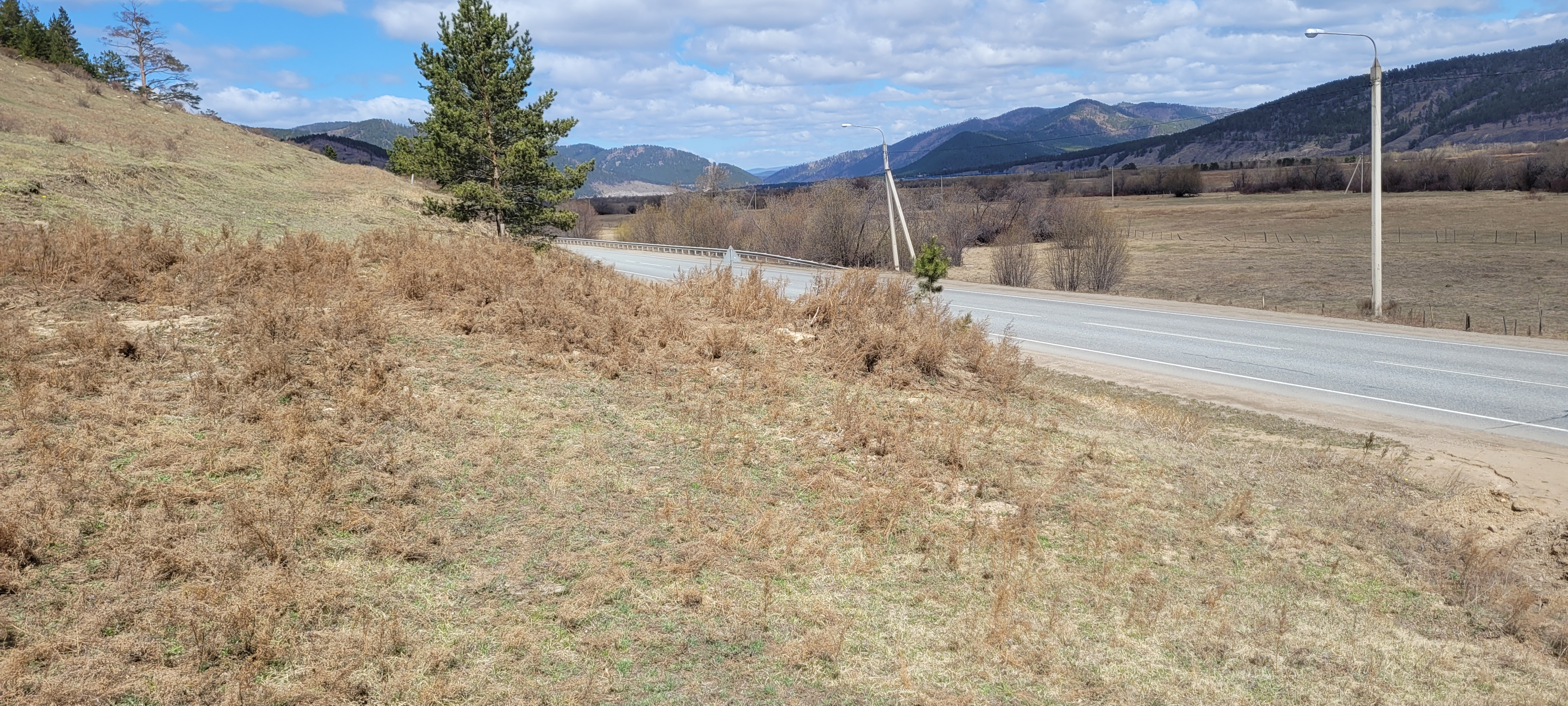

## История исследований

### Открытие стоянки и раскопки в 1950-х — 1960-х годах
Памятник открыт в 1951 году Бурят-Монгольской экспедицией под руководством археолога А. П. Окладникова, в том же году здесь был поставлен раскоп площадью 105 м². В самом начале раскопок стоянка была «привязана» к местности: археологи точно определили местоположение стоянки относительно деревни, шоссе, высоты над уровнем реки, был составлен план местности и сделаны фотографии. Затем стоянку поделили на квадраты — 2×2 м, каждый квадрат получил свой номер. Раскопки велись по этим квадратам. На стоянке Н. А. Флоренсовым были выполнены чертежи разрезов вдоль шоссе, сделано геологическое описание памятника. Дальнейшие исследования проводились в 1952, 1953 и 1958 годах экспедицией под руководством А. П. Окладникова, который не выделял жилища, записав в полевом отчёте: «Остатков жилищ, углубленных в землю, не прослежено».
При раскопках стоянки А. П. Окладников использовал опыт предыдущих раскопок жилища в Бурети, в результате чего он искал углублённые жилища и не уделял должного внимания наземным конструкциям. Учёный применял технику послойно-поквадратной фиксации находок и практиковал систему разборки отложений «на штык». Такая система на позволяла провести точное разграничение культурных слоёв и затрудняла определение их геологической позиции. Также в то время не использовались нивелировочные промеры, хотя и предпринимались попытки найти поверхность обитания.
В 1958 году под руководством А. П. Окладникова проведены небольшие раскопки для спасения культурного слоя, который выступал вдоль шоссе и подвергался уничтожению в следствии ремонтных работ и смыва сверху по склону. Работы производила научный сотрудник Бурятского Республиканского краеведческого музея им. М Н Хангалова Е. А. Хамзина вместе с десятью рабочими. Был поставлен раскоп площадью 78 м² вдоль шоссе шириной 6 м и длиной 13 м. Выяснилось, что край террасы сильно обрушился и обвалился. В ряде мест были подняты обработанные камни, отщепы и даже законченные орудия, кроме того были обнаружены остатки разрушенного палеолитического очага. После расчистки третьего культурного слоя большие камни из очага убраны не были, их просто засыпали землёй и оставили до следующих работ, чтобы сохранилась полная картина раскрытой части этого культурного слоя.
В 1969 году расчистку отложений на стоянке провёл С. М. Цейтлин, он составил детальное описание отложений памятника, отобрал пробы на радиоуглеродный и спорово-пыльцевой анализ, в результате получил дату 10900±150 лет назад. Таким образом для стоянки впервые была получена палинологическая аналитика. В 1970-х годах стоянка оказалась частично разрушенной из-за реконструкции проходящей неподалеку автомобильной дороги.
Геологические работы на стоянки проводили геологи Н. А. Флоренсов, Э. И. Равский и Д.-Д. Б. Базаров, фауну на стоянки определяли палеонтологи В. И. Бибикова, Н. К. Верещагин, В. Е. Гаррут, К. В. Юрьев, Л. Н. Иваньев, палинологические исследования проводила палеоботаник Л. В. Голубева. Во время раскопок 1952 года участвовало восемь студентов Читинского пединститута и один школьник девятого класса — Николай Поволочко.

### Раскопки 1980-х — 1990-х годов
В 1986 году для выяснения местоположения памятника археологическая экспедиция Забайкальского государственного педагогического университета под руководством М. В. Константинова провела небольшие земляные работы, которые проводились и позже, в 1988, 1990 и 1996 годах. В 1986 году было установлено, что строительные работы по реконструкции автодороги не уничтожили памятник полностью, как до этого считали исследователи, а сохранился нетронутый участок, где и был заложен шурф. Эти работы способствовали пониманию стратиграфии стоянки и артефактов. На уровне третьего культурного слоя заложенный шурф вышел на раскоп А. П. Окладникова.

### Спасательные археологические работы 2016 года

Раскопки в 2016 году археологической экспедицией ИМБТ СО РАН

В 2016 году археологическая экспедиция ИМБТ СО РАН проводила спасательные археологические работы на стоянке, было поставлено четыре раскопа вдоль дороги. Раскопки показали некоторые отличия от того, что было представлено в опубликованных до этого материалах.

### Охранный статус
Памятник археологии состоит на государственной охране в соответствии с Постановлением Совета Министров Бурятской АССР № 379 от 29 сентября 1971 года. В едином государственном реестре объектов культурного наследия (памятников истории и культуры) народов Российской Федерации приказом Министерства культуры Российской Федерации № 38932-р от 24 августа 2016 года стоянка зарегистрирована как объект культурного наследия федерального значения «Позднепалеолитическая многослойная стоянка», поздний палеолит (Республика Бурятия), с присвоением ему регистрационного номера 031640457260006.

## Стоянка
Ошурково является первым памятником в Забайкалье у которого были стратифицированы палеолитические культурные слои. Ранее в этом районе исследователи сталкивались только с подъёмным материалом, поэтому долгое время Ошурково считалось эталонным памятником забайкальского палеолита. Ошурково — одна из наиболее полно изученных стоянок в Сибири и имеет достаточно широкую известность: стоянка включена во многие справочно-монографические издания и книги, например, информация содержится в издании «Палеолитические местонахождения СССР» 1960 года, в соответствующих разделах книг «Палеолит СССР» 1984 года и «Палеолит Северной Азии» 1989 года.
На стоянке первоначально были выделены три культурных слоя — один мезолитический и два позднепалеолитических. Позднее возраст был пересмотрен и выделялись два мезолитических (ранний норильский мезолит — 10,3—10,8 тыс. лет назад и средний бореал мезолита с двумя палеопочвенными прослойками — 8,0—10,3 тыс. лет назад) и один позднепалеолитический культурных слоя. Одна из культур мезолита впоследствии получили название «ошурковская». Три культурных слоя связаны с остатками погребённых почв, по мнению Э. И. Равского, они относятся ко времени завершения аккумуляции аллювия первой террасы, это означает, что аллювий террасы образовался в конце сартанского оледенения, а формирование почвы произошло во внутрисартанском межледнековье. Помимо трёх основных слоёв выделяют ещё один, самый верхний, залегающий в верхней части лессовидной супеси под дерновым слоем. В нём были обнаружены отщепы, оббитые гальки и ножевидные пластинки правильных очертаний, их отнесли к раннему неолиту. Нижний третий культурный слой находился на глубине 175—180 см от поверхности склона, если брать его крайнюю снизу точку, так как склон постепенно повышался к западу.
В самом начале работ 1951 года во втором культурном слое обнаружено скопление крупных камней, под которыми прослеживался горелый слой с отщепами. Под четырьмя камнями из скопления располагался самый мощный (до 10 см) углистый слой, что по предложению А. П. Окладникова могло указывать на то, что здесь был очаг. На современной поверхности, слегка размытой дождем, найдены фрагменты керамики, один со следами нагара на внутренней стороне и два от стенок сосуда. Керамика отнесена к бронзовому веку, кроме того в поддёрновом слое расчищено углистое пятно с мелкими косточками, а также найдены фрагмент керамики, обломки костей и клык кабана — все это отнесено к неолиту.
Стоянка Ошурково по третьему последнему слою отнесена к концу палеолита — началу мезолита (12 — 10 тыс. лет назад — по углю, взятому из кострища были получены даты: 9700±700, 11230±80, 11630±140), аналогично памятникам Няньги, Фомичево, Куналей. Человек на стоянке, как отмечали исследователи, трижды устраивал здесь свои пастбища. Нижние слои по времени поселения человека совпадают, вероятно, с концом первого позднесартанского межледнековья и началом последующего похолодания. В нижнем горизонте обнаружены остатки больших очагов, сложенных из булыжника, и своего рода мастерская, где производилась обработка камня.
Возраст отложений второго культурного горизонта, полученные С. М. Цейтлин в 1969 году — 10900±150 лет назад, что соответствует позднесартанскому времени. В раннемезолитическом слое найдены два гарпуна — двузубчатые с округлённым основанием — и птичья кость, похожая на вязальную спицу, предположительно использовавшаяся в вязании сетей для рыболовства. По находкам гарпуна и костей рыб обнаруженных на стоянке следует, что рыболовство было не менее важным, чем охота, занятием и источником существования, а по мнению М. В. Константинова, рыболовство стало альтернативным источником питания ввиду уменьшения количества добываемых животных в раннем голоцене. Возможно, были и другие способы ловли рыбы, например, плетёные корчаги — верши, заездки-западни и т. д. По отсутствию костей домашних животных М. И. Рижский предположил, что скотоводство обитателям стоянки было не известно.
В третьем культурном слое при раскопках М. В. Константинова было выявлено углистое пятно (1,84×1,26 м и мощностью 5 см) и найдены некоторые находки. На поверхности пятна расположены отдельные обожжённые камни, лежащие бессистемно. Вокруг пятна обнаружены артефакты, обломки костей, мелкие кости рыб. Находки не дают однозначно утверждать о планиграфии стоянки, также не прослеживались какие-либо следы, которые можно было бы трактовать как долговременное жилище.
Во время раскопок в 2016 году археологическая экспедиция ИМБТ СО РАН обнаружила в верхней части первого раскопа мелкие разбитые кости и несколько обломков шлака с немногочисленными находками керамики, этот слой отнесли к бронзовому веку. Ниже по раскопу найдены мелкие фрагменты керамики и костного материала, слой по характеру находок отнесён к среднему неолиту. Во втором литологическом слое раскопан третий культурный горизонт ранненеолитического времени, представленный единичными каменными артефактами. Всего в первом раскопе удалось обнаружить нуклевидные изделия, нуклеусы, пластинки и микропластинки, отщепы, рог оленя и другие неопределяемые костные остатки животных. Последний культурный горизонт был определён финально-палеолитическим возрастом. Во втором раскопе найдены фрагменты керамики посольского типа с отпечатками заглаженного шнура на тулове (развитый неолит), кроме того обнаружено скопление мелких отщепов и микроотщепов из халцедона, костяная игла, два наконечника. Найдены заготовки нуклеусов из сырья добываемого из стоянок мастерских Мухор-Тала. В третьем раскопе обнаружены фрагменты тонкостенной неолитической керамики без орнамента, по оценке археолога Цыденовой Н. В., относящиеся к ранним этапам неолита. В четвёртом раскопе были зафиксированы два скопления керамики посольского типа, также был найден клад каменных изделий из халцедона, кварцита и другой экзотической каменной породы, лежащие в пределах нескольких сантиметров друг от друга, то есть намеренное скопление изделий из импортного сырья, оставленные здесь древним человеком. Культурный слой, содержащий находки раннего этапа неолита, согласной Цыденовой Н. В., относится к мухинской культуре.
Весь каменный инвентарь найденный на стоянке представлен отщепами, нуклеусами, скребловидными орудиями, теслами, скребками, гарпуном «азильского» типа из рога оленя и другими изделиями из кости, например рыболовные крючки, два плоских костяных наконечника стрел с пазами для боковых каменных вкладышей, вкладышевые наконечники копий, костяные иглы и вкладышевые основы для ножей. Вкладышевые орудия на стоянке изготовлялись следующим образом — на узкой костяной пластине, вдоль её длинных краёв пропиливались или же выскребались глубокие пазы (для вкладышевых ножей паз был с одной стороны), куда позже вставлялись острые режущие каменные пластинки. Вкдадешей от этих орудий на стоянке не нашли. Сырьём для изготовления орудий служили гальки различного состава, обычно из кремнистого сланца и кварцита. Находки тяготели к очагам и углистым пятнам. В слое располагались камни, которые, возможно, могли входить в определённые конструкции. Технология обработки кости и оленьего рога на стоянке Ошурково похоже с аналогичными вещами найденными на стоянках Зарубино и Усть-Белой, а по технологии изготовления вкладышевых орудий имеет аналоги на стоянках Верхоленская гора и Афонтова гора. Коллекция находок хранится в Институте археологии и этнографии СО РАН и в Забайкальском государственном университете.
Из украшений была найдена тщательно зашлифованная подвеска из агальматолита (похожая находка была найдена на Афонтовой горе) и орнаментальные линии в виде зигзага на вкладышевом ноже. Подвеска имела форму равнобедренного треугольника с закругленными углами, на сторонах треугольника были нанесены насечки, поверхности поцарапаны. В одном из углу подвески было ответвление для подвешивания сделанное биконическим сверлением.
Фауна на стоянке представлена остатками зайца, сеноставок, лошади (её вид не определён из-за фрагментарности материала и транзитивности морфологических признаков), благородного оленя, северного оленя, зубра (целый череп), горного барана, лося и кабана, в очажных скоплениях густо лежали кости рыб. По сохранности и отсутствию артефактов на стоянке, за исключением утилитарных предметов и костяных орудий, неясно, как окаменелости зайцевых и сеноставок оказались в слоях с каменной индустрией: в результате их гибели или в результате жизнедеятельности человека. По данным палеоботаника Л. В. Голубевой, спорово-пыльцевая характеристика на стоянке отражает преобладание травянистых растений, представленные семействами гречишных, астровых, гвоздичных, капустных и др. Много пыльцы полыни, злаков, лебедовых, присутствуют споры папоротников и плаунов. Встречается пыльца березы, включая пыльцу кустарниковых видов, единично встречена пыльца сосны и ели. По наличию костей лося зоологи предположили, что во время существования стоянки происходило сокращение открытых пространств и развитие леса, что не сходится со споро-пыльцевыми данными, которые показали наличие растительности холодной степи.

## Комментарии
1. ↑  Расчистка — срезание острыми лопатами или ножами тонких слоев земли для выяснения изменения окраски слоя и выявления остатков жилищ, ям, могил, очагов и т. п.[14]